# يوم حجر
يوم حجر أحد أيام العرب في الجاهلية، وكان لقبيلة بني أسد على الملك حجر بن الحارث الكندي.

## نبذة
قام الحارث الكندي بتعيين ابنه حجر سيدًا على قبيلة أسد لكن حجرًا أساء معاملة بني أسد فنشبت عداوة قبيلة أسد ضده، وبعد وفاة الأب - الحارث الكندي- خلعت قبيلة أسد الطاعة من ابنه و قررو قتله وقد اختلفت الروايات في مقتله.